# Moi, Hector Berlioz
Moi, Hector Berlioz è un film del 2003 diretto da Pierre Dupouey e basato sulla vita del compositore francese Hector Berlioz.